# Rio Boz (Mureş)
O Rio Boz é um rio da Romênia afluente do Rio Mureş, localizado no distrito de Hunedoara.